# Trzcinnik pstry
Trzcinnik pstry (Calamagrostis varia (Schrad.) Host) – gatunek rośliny z rodziny wiechlinowatych (Poaceae). Występuje w Europie. W Polsce rośnie na Babiej Górze, w Tatrach i Pieninach.

## Morfologia

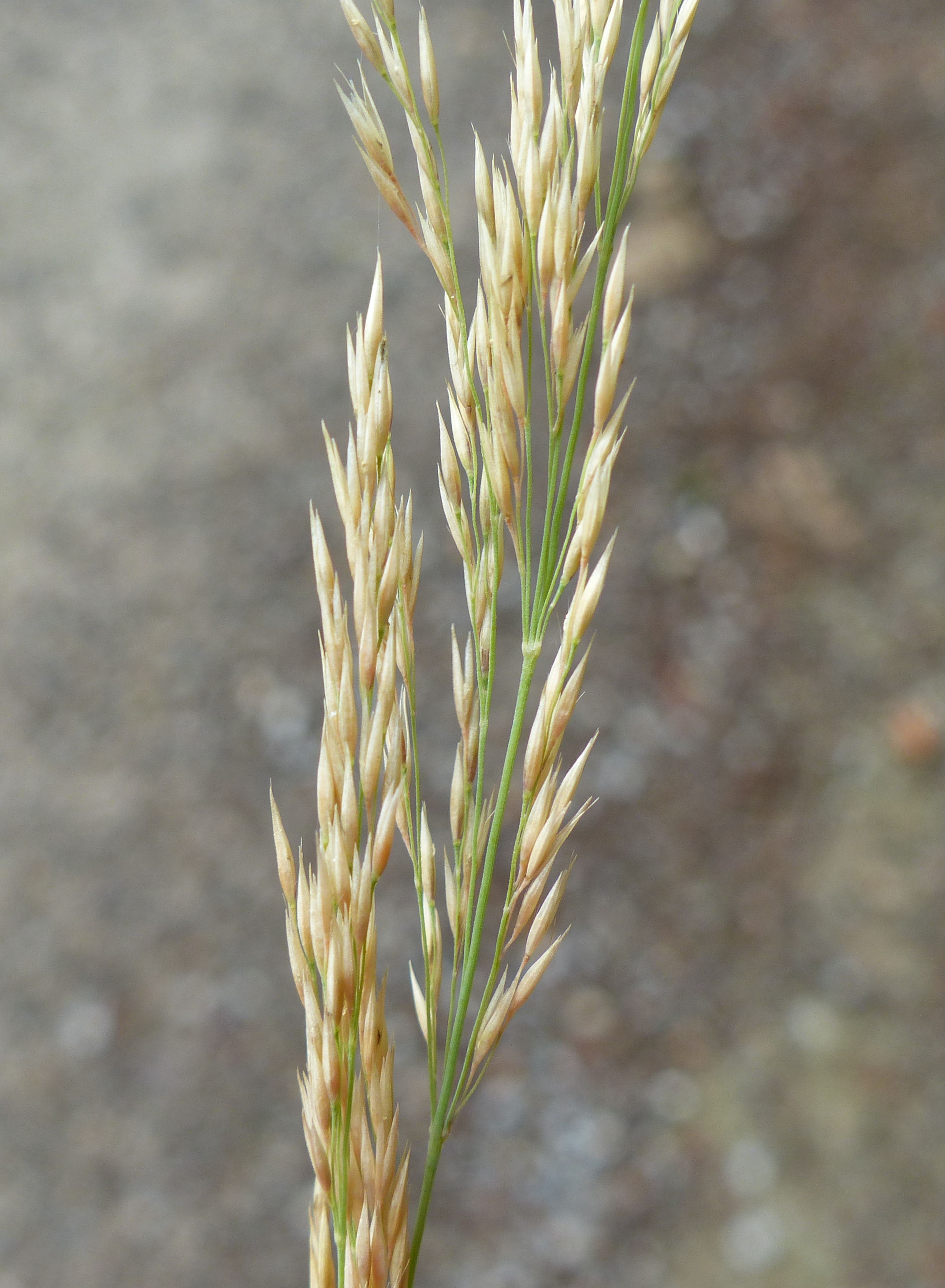
Fragment kwiatostanu

ŁodygaŹdźbło do 120 cm wysokości.
LiścieDo 1 cm szerokości.
KwiatyZebrane w kłoski, te z kolei zebrane w wąską wiechę. Plewy jasnofioletowe, długości 4-5 mm. Plewka dolna zielonawa, oścista, długości 4 mm, z licznymi włoskami u podstawy tej samej długości. Ość zgięta, dłuższa od plewki dolnej, wyrastająca u jej podstawy, niewiele dłuższa od plew.
OwocZiarniak.

## Biologia i ekologia

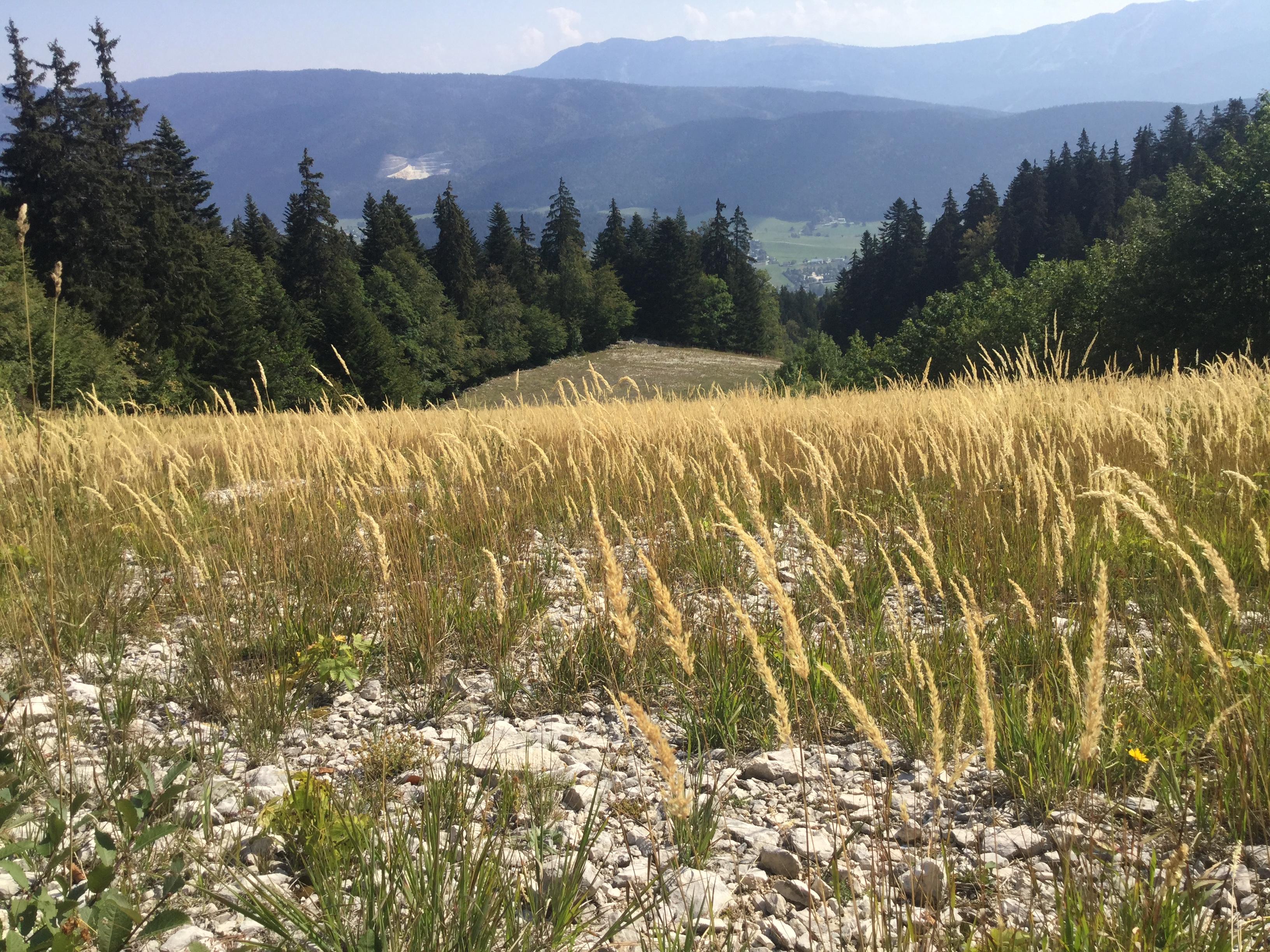

Bylina, hemikryptofit, oreofit. Rośnie w górskich lasach, na halach i turniach. Kwitnie w lipcu i sierpniu. Kwiaty są wiatropylne. Gatunek charakterystyczny klasy Erico-Pinetea.